# A Decade of Destruction
A Decade of Destruction — сборник лучших песен американской хеви-метал-группы Five Finger Death Punch, вышедший 1 декабря 2017 года на лейбле Prospect Park. В сборник вошли песни со всех предыдущих альбомов группы, а также два новых сингла — «Trouble» и кавер на песню «Gone Away» группы The Offspring. Новые песни позже вошли в седьмой альбом группы And Justice for None.

## Создание
В апреле 2016 года Prospect Park подали на группу в суд за то, что они начали работать над новым альбомом без согласия лейбла, а также нарушили условия контракта, по которому группа должна была составить сборник лучших хитов. В октябре 2017 года, после 18 месяцев разбирательств, группа и лейбл пришли к согласию, в результате которого группа анонсировала выпуск сборника в декабре, а выпуск нового альбома отложила на следующий год. Также было отмечено, что в сборник войдут две ранее не выпущенные песни.
По словам Джереми Спенсера, ударника группы, первый вопрос, который у него возник после предложения создать сборник, был «а достаточно ли у нас хитов?», но после того, как группа насчитала 13—15 песен, он был убежден. Гитарист Джейсон Хук в интервью SpazioRock описал запись крайне восторженно:

Все, кто слышали работу, утверждали, что это наша лучшая запись. Я очень взволнован. Мне кажется, мы сделали свою работу гораздо лучше, чем ожидали.
Оригинальный текст (англ.)Everybody that's heard the record so far thinks it's our best record. I'm super excited about it. I thought we fucking knocked it out of the park.
— 
27 октября 2017 года было опубликовано лирическое видео на песню «Trouble». Тогда же был объявлен треклист альбома и даты тура.

## Рецензии
| Оценки критиков | Оценки критиков |
| Источник        | Оценка          |
| --------------- | --------------- |
| AllMusic        | [ 6 ]           |
| Metal Hammer    | [ 7 ]           |
| Rock Hard       | (без оценки)    |
| Classic Rock    | [ 9 ]           |

Критики положительно отозвались об альбоме. Джеймс Кристофер Монгер из AllMusic утверждал, что группа хорошо совместила чартовые рок-хиты и грув-метал-песни, тем самым показав обе стороны творчества Five FInger Death Punch. Также он хвалил и новые песни группы. Обозреватель Rock Hard Конни Шиффбауэр также оценил новые песни на сборнике, выделив «полубалладу» «Gone Away» с грубым и эмоциональным вокалом Айвена Муди. Элеонора Гудман из Metal Hammer отзывалась об альбоме сдержаннее, отмечав, что «The Bleeding», «Lift Me Up» и «Jekyll and Hyde» были хорошим выбором для сборника хитов, но включение трех каверов («Gone Away», «Bad Company» и «The House of the Rising Sun») было достаточно бесполезно. Также она была удивлена отсутствию песни «Mama Said Knock You Out» с альбома The Wrong Side of Heaven and the Righteous Side of Hell, Volume 1, которая, по её словам, всегда удачно сочеталась с группой.

## Список композиций
| №                   | Название                                         | С альбома                                                         | Длительность |
| ------------------- | ------------------------------------------------ | ----------------------------------------------------------------- | ------------ |
| 1.                  | «Trouble»                                        | ранее не издавалась, позже появилась на And Justice for None      | 3:12         |
| 2.                  | «Gone Away» (кавер The Offspring)                | ранее не издавалась, позже появилась на And Justice for None      | 4:35         |
| 3.                  | «Lift Me Up» (feat. Роб Хэлфорд из Judas Priest) | The Wrong Side of Heaven and the Righteous Side of Hell, Volume 1 | 4:06         |
| 4.                  | «Wash It All Away»                               | Got Your Six                                                      | 3:45         |
| 5.                  | «Bad Company» (кавер Bad Company)                | War Is the Answer                                                 | 4:22         |
| 6.                  | «Under and Over It»                              | American Capitalist                                               | 3:38         |
| 7.                  | «Wrong Side of Heaven»                           | The Wrong Side of Heaven and the Righteous Side of Hell, Volume 1 | 4:31         |
| 8.                  | «The House of the Rising Sun»                    | The Wrong Side of Heaven and the Righteous Side of Hell, Volume 2 | 4:07         |
| 9.                  | «I Apologize»                                    | Got Your Six                                                      | 4:03         |
| 10.                 | «The Bleeding»                                   | The Way of the Fist                                               | 4:28         |
| 11.                 | «Jekyll and Hyde»                                | Got Your Six                                                      | 3:26         |
| 12.                 | «Remember Everything»                            | American Capitalist                                               | 4:38         |
| 13.                 | «Coming Down»                                    | American Capitalist                                               | 4:01         |
| 14.                 | «My Nemesis»                                     | Got Your Six                                                      | 3:35         |
| 15.                 | «Battle Born»                                    | The Wrong Side of Heaven and the Righteous Side of Hell, Volume 2 | 3:43         |
| 16.                 | «Far from Home»                                  | War Is the Answer                                                 | 3:32         |
| Общая длительность: | Общая длительность:                              | Общая длительность:                                               | 1:03:44      |